# Backamadaras község
Backamadaras község (románul: Comuna Păsăreni) község Maros megyében, Romániában. Központja Backamadaras, beosztott falvai Nyárádbálintfalva, Szentgerice.

## Népessége
A 2011-es népszámlálás adatai alapján a község népessége 1919 fő volt.